# 私のしごと館
座標: 北緯34度44分47秒 東経135度46分53秒 / 北緯34.74639度 東経135.78139度
私のしごと館（わたしのしごとかん）は、若者を対象に職業体験の機会、職業情報、職業相談等を提供する施設である。収支相償を前提とする事業ではなく、運営費は雇用保険料で赤字補填されていたが、雇用保険の無駄遣い批判や国の予算縮減などを受けて、2010年（平成22年）3月31日で営業終了となった。建物は現在、けいはんなオープンイノベーションセンターとして使われている。

## 概観

### 概要
1989年（平成元年）度から、旧労働省により施策の必要性の議論が始まり、1992年（平成4年）度には、日本国政府（宮澤内閣）が施設の設置構想をまとめた。1995年（平成7年）の閣議決定（村山改造内閣、開館準備の推進）及び1999年（平成11年）の閣議決定（小渕内閣第1次改造内閣、設置の推進）を経て、厚生労働省の重点施策「若年者雇用対策の推進」の一つとして国により設置が推進及び促進された。例えば、2002年（平成14年）12月5日の第155回国会厚生労働委員会第12号では、政府参考人の一人として厚生労働省職業能力開発局長（当時）の坂本由紀子は、若年者のキャリア形成についての意識向上が目的で、建設費4百億円及び土地代など150億円かけ、中高生・修学旅行生・若年者の利用を想定し40万の利用を見込んでいる、とする主旨を述べた。
その結果、厚生労働省所管の独立行政法人雇用・能力開発機構が「私のしごと館」として設置することになり、雇用保険法により定められている雇用保険事業のうちの能力開発事業として、若年者の失業予防のための事業を行っていた。 
大阪府・京都府・奈良県にまたがる関西文化学術研究都市内にある、古代から木津川でつながる大阪、京都と奈良を結ぶ街道からそれほど離れていないところにあり、施設の行政的な所在地は京都府となる。
2003年（平成15年）3月30日にプレオープン、同年10月4日にグランドオープンした。2008年（平成20年）9月1日までは独立行政法人雇用・能力開発機構、9月2日以降は、委託を受けた株式会社コングレが運営していたが、2010年（平成22年）3月31日に閉館（営業終了）となった。2011年（平成23年）10月1日、独立行政法人雇用・能力開発機構が廃止されたことにより、同日より厚生労働省が管理する国有財産となった。

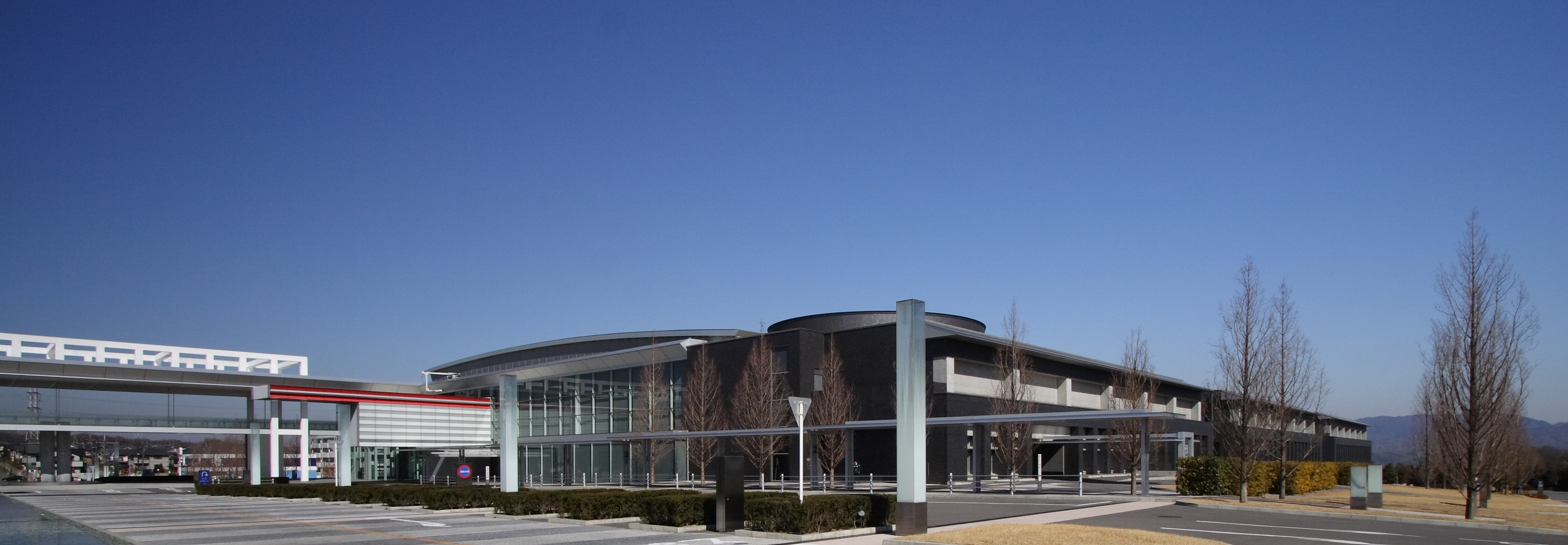
施設全景

### 目的と機能
- 世界最大級の職業総合情報拠点として、失業予防のための若年者への職業意識啓発（職業教育、キャリア教育）を目的とする各種事業を実施していた。
- 中学生や高校生などの時から、仕事というものに親しみを持つことができるよう、また、いろいろな職業を体験することができるように、それら各種仕事の展示体験コーナーや、職業情報の提供、発信等を実施していた。
- 世界最大の体験型職業労働博物館（しごと博物館）であり、博物館、職業情報センター、その他イベント、セミナー等の目的にも使用できる巨大複合施設の機能を持つ。
- 関西文化学術研究都市の顔となる代表的な総合文化施設として、近くにあるけいはんなプラザ、国立国会図書館関西館などと並び、都市における中心的な機能と役割を果たすことが期待されていた。

## 沿革

### 年表
- 1989年（平成元年）- 旧労働省が「若年者等の職業意識に関する懇談会」を設置（〜平成3年まで）
- 1992年（平成4年）- 旧労働省が「働きがいと技能尊重に関する有識者懇談会」を設置（平成5年まで）
- 1993年（平成5年）4月 - 新総合経済対策決定（経済対策閣僚会議決定）（公共投資、社会資本整備として、勤労体験プラザ（仮称）構想が具体化）
- 1993年（平成5年）8月 - 関西文化学術研究都市に「勤労体験プラザ（仮称）」の建設計画発表
- 1995年（平成7年）12月 - 「第8次雇用対策基本計画」の策定（閣議決定）（勤労体験プラザ（仮称）設置方針が盛り込まれる）
- 1997年（平成9年）4月 - 関西文化学術研究都市建設促進法に基づく基本方針改訂（内閣総理大臣決定）（勤労体験プラザ（仮称）の整備推進と情報提供施設としての位置付けが明記）
- 1999年（平成11年）8月 - 「第9次雇用対策基本計画」の策定（閣議決定）（勤労体験プラザ（仮称）の設置が再度明記される）
- 2001年（平成13年）1月 - 公募により名称を「私のしごと館」に決定
- 2003年（平成15年）3月30日 - 私のしごと館プレオープン・辻村江太郎館長(2006年3月まで)
- 2003年（平成15年）10月4日 - 私のしごと館グランドオープン
- 2005年（平成17年）- 電力供給会社の競争入札でダイヤモンドパワー（三菱系）が落札[7][8]
- 2007年（平成19年）12月24日 - 「独立行政法人整理合理化計画[9]」の策定（閣議決定）（「私のしごと館」組織体制の抜本的見直し）
- 2008年（平成20年）9月2日 - 株式会社コングレが運営を開始
- 2008年（平成20年）12月24日 - 「雇用・能力開発機構の廃止について」[10]（閣議決定）（「私のしごと館」業務は遅くとも平成22年8月までに廃止）
- 2009年（平成21年）11月 - 2010年（平成22年）3月末に早期閉館となることが公表される。
- 2010年（平成22年）3月31日 - 営業終了
- 2011年（平成23年）10月1日 - 独立行政法人雇用・能力開発機構が廃止され、厚生労働省が管理する国有財産となる。

### 採算性に対する批判
2008年（平成20年）3月6日に「第1回私のしごと館のあり方検討会」が開催された。その席で、舛添要一厚生労働大臣（当時）は、私のしごと館に対する様々な批判があることを認め、批判的声には謙虚に耳を傾けると述べている。具体的な批判について、厚生労働省は資料にまとめている。それによれば、次の5点、
- 『赤字垂れ流しの「私のしごと館」』（平成19年8月9日付日刊ゲンダイ）
- 『民間でできることを、民間よりコストをかけて、民間以下のサービスで行っており無駄。』（平成19年10月25日 テレビ朝日 スーパーモーニング）
- 『「私のしごと館」の人形、テレビスタジオ、宇宙船の映像を流しながら巨費を投じている旨のナレーション』（平成19年12月5日 TBS みのもんたの朝ズバッ!）
- 『「私のしごと館」は、毎年20億円の赤字を生み出し、一体300万円もする人形がある。」（平成19年12月20日号 週刊新潮）
- 『「私のしごと館」は、過去に有識者会議でも廃止すべきと言われていたが、一部を市場化テストの対象としたにすぎない。明確に廃止と整理すべき。」（平成19年9月26日 行政減量・効率化有識者会議委員の発言）

の指摘が紹介されている。

### 採算を度外視した運営方針の改善
私のしごと館の財源は入場料等の自己収入（2006年度は1.4億円）と雇用保険料による運営交付金（2006年度は14.8億円）である。運営費交付金は事業主が負担する保険料であり、個々の労働者が納めた保険料は使われない。職業能力開発施策という観点から、オープン当時は収支均衡は考えず、収支に関する目標の設定もなく、採算を度外視した運営が行われていた。その後、駐車場有料化や企業広告の開始、法人会員制度導入、体験プログラムの充実や体験料金値上げにより、自己収入は2006年（平成18年）以降、2008年度まで、年々増加していた。2007年（平成19年）には、2009年（平成21年）度の収支改善の目標を設定した改革実行計画（アクションプラン）が策定されたが、2008年9月から民間委託されるに至った。

### 民間委託と廃止までの経緯
2007年（平成19年）12月の閣議決定（独立行政法人整理合理化計画）において、「私のしごと館」の運営を包括的に民間委託し、第三者委員会による外部評価結果を踏まえて1年以内に存廃を含めその在り方について検討を行うこととされた。これを受けて、「私のしごと館のあり方検討会」で検討された結果、2008年9月1日から2010年8月31日までの2年間の施設の運営を民間委託することになり、入札（2008年6月16日に入札広告、2008年7月11日が応札期限、2008年7月25日に株式会社コングレが落札）が実施されることになった。民間委託後も、厚生労働省、雇用・能力開発機構、経済団体、教育界等によるバックアップを行うこととし、2008年度、2009年度、2010年度と段階を踏んで評価を行い、存廃を含めた在り方を検討することとされた。しかし2008年12月24日の閣議決定において、2010年8月までに廃止されることが明記され、売却を含めた建物の有効活用に向けて検討されることになった。その後、来館者の減少や国の予算節減などの理由により、2010年3月末で閉館せざるを得ない状況となり、2009年11月、独立行政法人雇用・能力開発機構より2009年度末で閉館することが発表され、2010年3月31日で閉館（営業終了）となった。

## 閉館後

### 土地・建物の売却に係る入札
独立行政法人雇用・能力開発機構は、2010年（平成22年）5月31日に、旧「私のしごと館」の土地建物を一般競争入札により売却する公告を行ったが、同年8月30日の締め切りまでに入札参加者は無かった。第2回の入札公告も行われたが、2011年（平成23年）1月24日の締め切りまでに入札参加者はなかった。

### けいはんなオープンイノベーションセンター

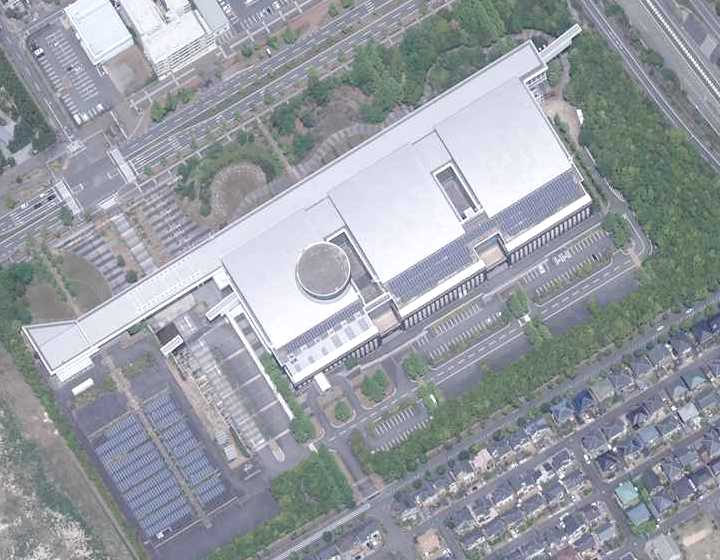
航空写真（2021年）

施設は入札が不調に終わったため、2014年に国から京都府へ譲与された。公益財団法人京都産業21の管理する「けいはんなオープンイノベーションセンター」（略称：KICK）と名称を変え、スマートコミュニティ分野やスタートアップの拠点として運営されている。

## 基礎データ

### 施設
- 総敷地面積：83,000m2
- 総延床面積：35,000m2
- 建設費：581億円（内訳：土地150億円、建物及び構築物406億円、その他25億円）
- 設計：日建設計

### 所在地
- 関西文化学術研究都市に位置し、京都府精華町と木津川市の二つの市と町に跨っている。住所は下記のとおり。
- 〒619-0282　関西文化学術研究都市（京都府　精華・西木津地区）（郵便物の宛先）
- 京都府木津川市木津川台9丁目6番
- 京都府相楽郡精華町精華台7丁目5-1

### 交通アクセス
道路
京奈和自動車道精華学研IC降りてすぐ。
鉄道
JR片町線（学研都市線）祝園駅、近鉄京都線新祝園駅より奈良交通バスで「公園東通り」下車（所要時間約7分）。
（近鉄京都駅（JR京都駅）から新祝園駅までは近鉄京都線急行で29分。JR北新地駅（大阪駅に隣接）からJR祝園駅までは、JR東西線・学研都市線快速で約50分）。
バス
京都駅八条口より京阪バスまたは奈良交通で「KICK」下車（平日朝夕のみ、所要時間約40分）。

### 入館料金（営業終了前）
無料エリア
- 「しごと情報ゾーン」は開館時間中は無料。

有料エリア
- 「しごと情報ゾーン」以外のゾーンの料金は以下の通り。

|      | 小学生 | 中・高校生 | 学生  | 一般  |
| ---- | ------ | ---------- | ----- | ----- |
| 個人 | 200円  | 300円      | 500円 | 700円 |
| 団体 | 150円  | 250円      | 400円 | 550円 |

- 一部の体験料金は別途必要（1体験辺り300円〜1,000円）
- 休館日：毎週月曜日（月曜日が祝祭日の場合や年末年始等は異なる）

## 事業内容（営業終了前）

### 概要
- スローガンは「しごとの体験未来がかわる」。
- 国や研究機関等の長年にわたる研究成果を柱に、教育関係者や民間企業を含むあらゆる方々の知恵やノウハウを加え、「見て、触れて、感じて、学ぶ」を根本として各種事業を実施していた。
- 日本のトロンプロジェクトに代表されるすぐれたバーチャルミュージアム、デジタルライブラリィ、アミューズメント施設の成果等をふんだんに取り入れているので、老若男女は問わず家族でも楽しめたが、主な対象はあくまで中高生を中心とする青少年であり、彼ら、彼女らが豊かで充実した職業人生を送れるためのあらゆる事業を行っていた。
- 特に修学旅行、校外学習の誘致に力を入れていた。

### 館内案内

#### プロローグガイダンス
館内の利用案内映像の紹介、しごと体験の申し込み等。

#### ZONE 1:しごと探索ゾーン
様々な職業や仕事を知るためのゾーン。大型スクリーンによる映像、パネル展示、実物の展示などの他に、電車運転シミュレータの体験もできた。

#### ZONE 2:しごと体験ゾーン
様々な仕事を体験して理解を深めるためのゾーン。入館料とは別に体験料が必要。体験内容と体験料は下記のとおり。
- サンドブラスト工

透明グラス1個（300円）
- 伝統工芸

京焼・清水焼（500円、1000円）、京友禅（500円）、西陣織（300円）、大阪唐木指物（500円、1000円）、大阪泉州桐箪笥（1000円）、大阪欄間（1000円）、奈良茶道具（500円）、京くみひも（300円）、京房・撚ひも（500円）、奈良筆（500円）、京漆器（500円、1000円）、京象嵌（1000円）、京版画（500円）
- 先端技術

宇宙開発（300円）
- 事務

証券業（300円）
- マスコミ

新聞記者（300円）、TVスタジオ（300円）、雑誌編集（300円）
- 医療・福祉

栄養士（300円）、介護（300円）、看護師（300円）
- 公共

消防官（300円）
- 建築・建設

建築機械オペレーター（無料）、建築家（300円）
- サービス

美容師（300円）、メイクアップアーティスト（300円）、ヘアーデザイナー（300円）、ネイルアーティスト（300円）
- 芸術・デザイン

デコレーター（300円）、フラワーデザイナー（500円）、ピアノ調律師（300円）、声優（300円）、CGデザイナー（300円）、服飾デザイナー（300円）
- ものづくり

機械工作（500円）、自転車組立（300円）、家具組立（500円）、印刷（300円）、玩具組立（500円）、時計組立（1000円）、製粉（500円）、製菓（500円）、パソコン組立（300円）
- 情報

プログラマー（300円）
- その他（特別体験メニュー）

#### ZONE 3:しごと歴史・未来ゾーン
パネル展示、映像、実物の展示等により、仕事や職業の変化や今後の未来を考えるゾーン。

#### ZONE 4:じぶん発見ゾーン
主にパネル展示を用いて、仕事や働き方の手がかりを探すゾーン。小中学生を対象としたコンピュータによる診断システム（じぶん発見オリエンテーリング）を利用できた。

#### ZONE 5:しごと情報ゾーン
担当者による職業相談、パソコンを用いた各種の情報提供（セミナールーム、職業データベースの検索、職業選択の準備の程度の測定、職業適性診断）の利用。

#### 会議室等
企画展示室（640平方メートル）ホール（200インチスクリーン、300名収容）、各種の会議室等を利用可能。料金は時間当たり700円〜11,500円。

## 類似の施設

### キッザニア
2006年10月、日本に民間施設であるキッザニア東京がオープンした。2009年には、兵庫県西宮市にキッザニア甲子園がオープンし、関西地方にも同様の施設ができた。「私のしごと館」と「キッザニア」は未成年に仕事を体験させる点では共通しているが、両施設には以下のような違いがある。
- キッザニアはメキシコにおいて1999年に開館した「営利目的」の民間施設である。私のしごと館はそれ以前より準備がなされていた「非営利」の公共施設であった。
- キッザニアは「こどもによる こどもたちの国」という宣言のとおり、児童を主な対象としており、特に日本においては「児童に社会体験の機会を与える」ことに重点を置く運営をめざしている。また、職業体験には年齢制限（上限・下限）を設けるほか、職業体験中は保護者の介入を原則認めないなど、「こどもの街」としてのリアリティを徹底させる考え方をとっている。
- 私のしごと館は、雇用対策基本計画に基づいて設置された。「しごと」に重点を置き、展示体験のみならず、「見て、触れて、感じて、学ぶ」ための各コーナーが設置され、「私のしごと」へとたどりつけるためあらゆる手法を用いた、若年者への総合的な職業意識啓発（職業教育、キャリア教育）をめざしていた。「こどもの街」という考え方はなく、かわりに「しごとの街」というエリアがあった。
- 私のしごと館の娯楽性は、主な対象である学生・若年者に、「しごと」への興味をうながすため、最新の博物館学や、アミューズメント施設等の成果を応用したものであった。
- キッザニアの職業経験パビリオンはスポンサー企業から、実際の業務マニュアルの提供を受けた上で、子供向けの体験プログラムに落とし込んだものである（民間企業だけでなく消防隊や警察まである）。また、子供の身の丈に合わせたリアリティの確保に力点を置いている。
- 私のしごと館のしごと体験ゾーンのコーナー運営は、主に業界団体等が担当していた。

### 韓国ジョブワールド
韓国政府は、韓国ソウル近郊城南市に韓国ジョブワールドを2012年（平成24年）5月に開館した。建設・運営の参考とするために、2007年5月には労働部長官、2008年10月には職業体験館設立運営団長ら6人が相次いで視察に訪れ、「私のしごと館」をモデルにしたい意向を示した。